# Fórmula de Herón

Triángulo de lados a, b, c.

En  geometría plana elemental la fórmula de Herón, cuya invención se atribuye al matemático griego Herón de Alejandría, da el área de un triángulo conociendo las longitudes de sus tres  lados a, b y c:
{\displaystyle {\acute {A}}rea={\sqrt {s\left(s-a\right)\left(s-b\right)\left(s-c\right)}}}
donde s es el semiperímetro del triángulo:
{\displaystyle s={\frac {a+b+c}{2}}}.
Cualquier polígono simple puede ser separado en  triángulos que  a lo más tienen un lado común o un vértice común, mediante diagonales que parten de un único vértice apropiado. Esta subdivisión  y la aplicación de la norma herodiana para el área triangular, facilita el cálculo del área de la región plana  encerrada por el  polígono simple, con solo medir longitudes, allí radica su importancia.
La fórmula también puede expresarse de estas otras formas:
{\displaystyle {\acute {A}}rea={\ {\sqrt {(a+b+c)(-a+b+c)(a-b+c)(a+b-c)\  \over 16}}\,}}
{\displaystyle {\acute {A}}rea={\ {\sqrt {2(a^{2}b^{2}+a^{2}c^{2}+b^{2}c^{2})-(a^{4}+b^{4}+c^{4})\  \over 16}}\,}}
{\displaystyle {\acute {A}}rea={\ {\sqrt {(a+b+c)(a+b-c)(b+c-a)(c+a-b)\,}}\  \over 4}\,}
{\displaystyle {\acute {A}}rea={\frac {1}{4}}{\sqrt {(a^{2}+b^{2}+c^{2})^{2}-2(a^{4}+b^{4}+c^{4})}}.}
La fórmula de Herón se distingue de otras fórmulas para hallar el área de un triángulo, como la de la mitad de la base por la altura o la de la mitad del módulo de un producto cruz de dos lados, por no requerir ninguna elección arbitraria de un lado como base o un vértice como origen.

## Historia
El hallazgo de la fórmula se ha atribuido a  Herón de Alejandría, y se puede encontrar una prueba en su libro, Métrica, escrito en el año 60 d. C. Se ha presumido que el físico matemático griego, Arquímedes,  haya conocido la fórmula, dos siglos antes;  y  que lo puesto en  Métrica es una colección de los conocimientos matemáticos disponibles en el mundo antiguo, es posible que la norma areal  preceda a la referencia que figura en el tratado heroniano.
Sépase, una regla de área triangular equivalente a la de Herón:
{\displaystyle {\acute {A}}rea={\frac {1}{2}}{\sqrt {a^{2}c^{2}-\left({\frac {a^{2}+c^{2}-b^{2}}{2}}\right)^{2}}}}, donde {\displaystyle a\geq b\geq c}
fue conseguida por matemáticos  chinos, independientemente de los griegos. Fue publicada en Shushu Jiuzhang ("Tratado matemático en nueve secciones"), escrito por Qin Jiushao y publicado en el año 1247.

## Demostración

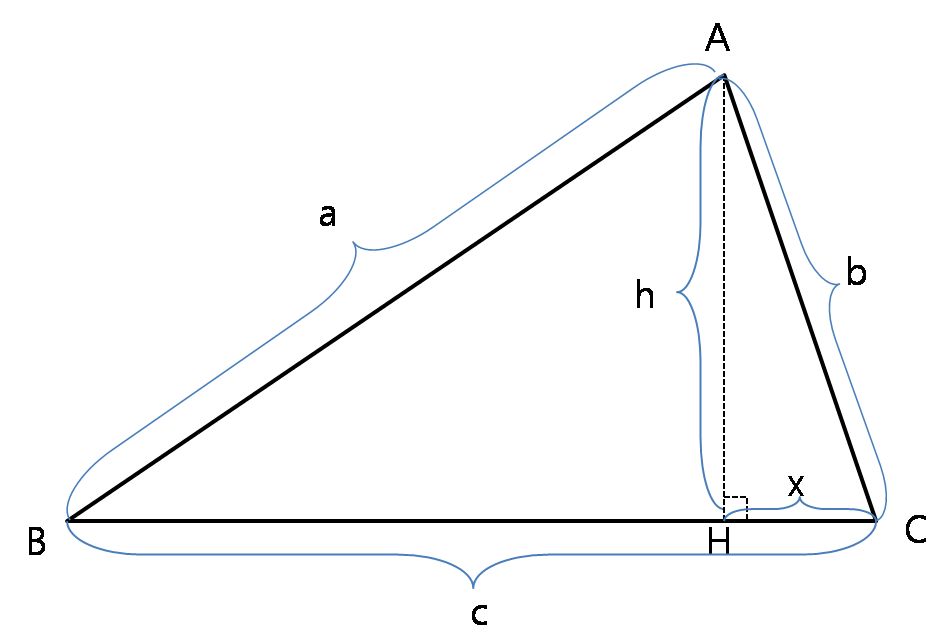
Ilustración de la fórmula de Heron

Una demostración moderna, que emplea álgebra y trigonometría (bastante distinta a la que dio Herón en su libro Métrica), podría ser la siguiente: 
| Demostración |
| Sea un triángulo de lados a, b, c, cuyos ángulos opuestos a cada uno de esos lados son {\displaystyle {\widehat {A}},{\widehat {B}},{\widehat {C}}.} Entonces, por el teorema del coseno: {\displaystyle \cos {\widehat {C}}={\frac {a^{2}+b^{2}-c^{2}}{2ab}}}. De la identidad pitagórica {\displaystyle \operatorname {sen} ^{2}{\widehat {C}}+\cos ^{2}{\widehat {C}}=1} se obtiene: {\displaystyle \operatorname {sen} {\widehat {C}}={\sqrt {1-\cos ^{2}{\widehat {C}}}}={\frac {\sqrt {4a^{2}b^{2}-(a^{2}+b^{2}-c^{2})^{2}}}{2ab}}}. La altura de un triángulo de base a tiene una longitud {\displaystyle b\cdot \operatorname {sen} {\widehat {C}}} {\displaystyle {\begin{aligned}{\acute {A}}rea&={\frac {1}{2}}({\mbox{base}})({\mbox{altura}})\\&={\frac {1}{2}}ab\operatorname {sen} {\widehat {C}}\\&={\frac {1}{4}}{\sqrt {4a^{2}b^{2}-(a^{2}+b^{2}-c^{2})^{2}}}\\&={\frac {1}{4}}{\sqrt {(2ab-(a^{2}+b^{2}-c^{2}))(2ab+(a^{2}+b^{2}-c^{2}))}}\\&={\frac {1}{4}}{\sqrt {(c^{2}-(a-b)^{2})((a+b)^{2}-c^{2})}}\\&={\frac {1}{4}}{\sqrt {(c-(a-b))(c+(a-b))((a+b)-c)((a+b)+c)}}\\\end{aligned}}} Como {\displaystyle 2s=a+b+c\,}, se llega finalmente a: {\displaystyle {\acute {A}}rea={\sqrt {s\left(s-a\right)\left(s-b\right)\left(s-c\right)}}.} Se utilizó la factorización de dos cuadrados en dos etapas diferentes. |

## Prueba usando el teorema de Pitágoras (coseno)

Triángulo con altitud h cortando con base c

La prueba original de Herón hace uso de los cuadriláteros cíclicos, mientras que otros argumentos apelan a la trigonometría como el anterior, o para el incentro y un excentro del triángulo . El siguiente argumento reduce la fórmula de Herón directamente al teorema de Pitágoras utilizando únicamente medios elementales.
En la forma 4A 2 = 4s(s − a)(s − b)(s − c), La parte izquierda de la fórmula de Herón se reduce a (ch)2, o bien
{\displaystyle (cb)^{2}-(cd)^{2}} que es lo mismo que {\displaystyle c^{2}(b^{2}-d^{2})}
usando b 2 − d 2 = h 2 por el teorema de Pitágoras; en cuanto a la parte derecha de la fórmula, puede expresarse como
{\displaystyle \displaystyle (s(s-a)+(s-b)(s-c))^{2}-(s(s-a)-(s-b)(s-c))^{2}}
vía la identidad (p + q) 2 − (p − q) 2 = 4pq.  Por tanto, basta mostrar
{\displaystyle cb=s(s-a)+(s-b)(s-c),\,}
y
{\displaystyle cd=s(s-a)-(s-b)(s-c).\,}
En lo que se refiere a la primera forma, expandiéndola se obtiene lo siguiente:
{\displaystyle 2s^{2}-s(a+b+c)+cb.\,}
y que se reduce a {\displaystyle cb} al sustituir 2s = (a + b + c) y simplificando. 
Respecto la segunda expresión, s(s − a) − (s − b)(s − c), expandiéndola y sustituyendo el valor de s=(a+b+c)/2 se reduce hasta 
{\displaystyle (b^{2}+c^{2}-a^{2})/2\,}
Sustituyendo b 2 por d 2 + h 2 y a 2 por (c − d) 2 + h 2, por teorema de Pitágoras, entonces simplificando se obtiene cd según se requería.

## Prueba por la Ley de los signos
Se parte del hecho de que para todo triángulo su área es igual a {\displaystyle A_{\Delta }={\frac {1}{2}}bcsenA}
elevando al cuadrado {\displaystyle A_{\Delta }^{2}={\frac {1}{4}}(bc)^{2}sen^{2}A}
pasando a coseno, por 4 y entre da    {\displaystyle A_{\Delta }^{2}={\frac {1}{16}}\times 4\times (bc)^{2}(1-cos^{2}A)}
acomodando el producto  {\displaystyle A_{\Delta }^{2}={\frac {1}{16}}[4(bc)^{2}-4(bc)^{2}cos^{2}A]}
factorizando diferencia de cuadrados {\displaystyle A_{\Delta }^{2}={\frac {1}{16}}(2bc+2bccosA)(2bc-2bccosA)} (*)
pero por la ley de cosenos {\displaystyle 2bccosA=b^{2}+c^{2}-a^{2}} que reemplazado en el paso anterior (*)
{\displaystyle {\frac {1}{16}}[2bc+(b^{2}+c^{2}-a^{2})][2bc-(b^{2}+c^{2}-a^{2})]}
agrupando apropiadamente {\displaystyle {\frac {1}{16}}[(b+c)^{2}-a^{2}][a^{2}-(b-c)^{2}]}
desarrollando diferencia de cuadrados y dividiendo cada uno de los factores entre dos,   {\displaystyle {\frac {1}{2}}(a+b+c){\frac {1}{2}}(b+c-a){\frac {1}{2}}(a+b-c){\frac {1}{2}}(a-b+c)}
en cada factor teniendo presente que a+b+c = 2s. resulta {\displaystyle s(s-a)(s-b)(s-c)}
como el último producto es el área al cuadrado, resulta: {\displaystyle A_{\Delta }={\sqrt {s(s-a)(s-b)(s-c)}}}

## Estabilidad numérica
La fórmula de Herón dada más arriba es numéricamente inestable para triángulos de ángulos muy pequeños (como ocurre frecuentemente en astronomía).
Una alternativa numéricamente más estable
 implica reordenar las longitudes de los lados de modo que a ≥ b ≥ c, y luego realizar el computo de acuerdo con la siguiente forma reordenada, de la fórmula de Herón:

{\displaystyle {\acute {A}}rea={\frac {1}{4}}{\sqrt {(a+(b+c))(c-(a-b))(c+(a-b))(a+(b-c))}}.}

En la fórmula precedente los paréntesis son absolutamente necesarios para evitar la inestabilidad numérica en la evaluación.

## Generalizaciones

Desigualdad triangular,.

La fórmula de Herón es un caso particular de la fórmula de Brahmagupta para el cálculo del área de cuadriláteros inscritos en una circunferencia; y ambas son casos particulares de la fórmula de Bretschneider para calcular área de un cuadrilátero.
Expresando parte de la fórmula de Herón (sólo los términos internos a la raíz) de forma matricial dentro de un determinante (determinante de Cayley-Menger) en términos de cuadrados de distancias de los tres vértices dados (más precisamente, el valor absoluto del determinante), obtenemos:
ilustra su similitud con la fórmula de Tartaglia para el volumen de un simple de tres.

{\displaystyle {\acute {A}}rea={\frac {1}{4}}{\sqrt {\left|{det{\begin{bmatrix}0&a^{2}&b^{2}&1\\a^{2}&0&c^{2}&1\\b^{2}&c^{2}&0&1\\1&1&1&0\end{bmatrix}}}\right|}}}

Donde a, b y c son las longitudes de los lados del triángulo y A será el área del mismo. Hay que asegurarse de que los datos a, b y c que se proveen al determinante cumplan con la desigualdad triangular (véase figura), de lo contrario no se trataría de un triángulo y en ese caso el determinante daría resultados positivos o cero pero erróneos. Por otra parte con datos que si cumplan con la desigualdad triangular el determinante da siempre resultados negativos (no necesariamente erróneos pero inapropiados dentro de una raíz) por lo cual es necesario tomar el valor absoluto del determinante que está dentro de la raíz, de lo contrario obtendríamos resultados complejos.

Así como un triángulo está determinado por las longitudes de sus tres lados, un tetraedro lo está por las longitudes de sus seis lados. Tartaglia halló la fórmula del volumen del tetraedro en función de las longitudes de sus lados. Los determinantes de Cayley-Menger generalizan esta fórmula a dimensiones por encima de tres.
David P. Robbins descubrió otra generalización de la fórmula de Herón de pentágonos y hexágonos inscritos en un círculo.

### Fórmula tipo Herón para el volumen de un tetraedro
Si U, V, W, u, v, w son las longitudes de las aristas del tetraedro (las primeras tres forman un triángulo, u opuesto a U, y así sucesivamente), entonces
{\displaystyle {\text{volumen}}={\frac {\sqrt {\,(-a+b+c+d)\,(a-b+c+d)\,(a+b-c+d)\,(a+b+c-d)}}{192\,u\,v\,w}}}
donde
{\displaystyle {\begin{aligned}a&={\sqrt {xYZ}}\\b&={\sqrt {yZX}}\\c&={\sqrt {zXY}}\\d&={\sqrt {xyz}}\\X&=(w-U+v)\,(U+v+w)\\x&=(U-v+w)\,(v-w+U)\\Y&=(u-V+w)\,(V+w+u)\\y&=(V-w+u)\,(w-u+V)\\Z&=(v-W+u)\,(W+u+v)\\z&=(W-u+v)\,(u-v+W).\end{aligned}}}

### Fórmula de Herón para el volumen de dimensión n
Un conjunto de n vectores linealmente independientes determinan un volumen de dimensión n. Si A es la matriz cuyas filas son estos vectores, el volumen de la figura n-dimensional que determinan es 
{\displaystyle {\begin{aligned}Volumen(A)&={\frac {1}{n!}}{\sqrt {det(A\cdot A^{t})}}\\\end{aligned}}}
siendo {\displaystyle A^{t}}  la traspuesta de {\displaystyle A}.
Esta fórmula coincide con las generalizaciones anteriores y con el determinante de Cayley-Menger. Y permite calcular el volumen que determinan estos n vectores a partir de sus aristas. Es decir, si se trata de un tetraedro, con la medida de sus aristas tendremos el volumen. Basta tener en cuenta que si a y b son los módulos de dos vectores u, v, y c es el módulo de la arista en la misma cara, entonces el producto escalar de u y v es:
{\displaystyle {\frac {a^{2}+b^{2}-c^{2}}{2}}}.